# Choniognathus reini
Choniognathus reini is een krabbensoort uit de familie van de Majidae. De wetenschappelijke naam van de soort is voor het eerst geldig gepubliceerd in 1924 door Balss.